# Kötőjel
A kötőjel (-) olyan írásjel, mely a magyar nyelvben általában az egybeírásnál lazább, de a különírásnál szorosabb kapcsolatot jelöl.
ASCII-kódja a 45.

## A magyar helyesírásban
A magyar helyesírásban szavak, szórészek összetartozásának jelölésére szolgál; rendszerint az egybeírás alternatívájaként szolgál bizonyos speciális esetekben. Kötőjel használatos a szótagolásnál és a sor végi elválasztásnál is.

## Speciális kötőjelek
Egyes szövegszerkesztők ismerik a feltételes kötőjel karaktert is (soft hyphen, Unicode: U+00AD, HTML-ben &shy;), amely sor belsejében eltűnik, sor végén viszont megjelenik. Ez elsősorban akkor hasznos, ha a szó elválasztása nem egyértelmű, és kézzel szeretnénk megjelölni, hol tesszük lehetővé a kötőjelet, ha a szó netán a sor végére kerül.
Ismeretes még a nem törhető kötőjel is (‑, non-breaking hyphen, Unicode: U+2011), amely nem számít szóhatárnak, így az általa összekötött szavakat együtt tartja, ha pedig szóköz után áll, sortörés esetén az új sorba kerül. (Például az a-moll alak esetén nem szerencsés a kötőjel mentén való elválasztás.)
A ‐ (U+2010) jel hivatalos neve hyphen, szó szerint „elválasztójel”.
Amennyiben fontos a kötőjel helyének jelölése (például helyesírási szótárakban, ha egybeesik a sor végi elválasztójellel, illetve a genfi nevezéktan esetében gyakran), ennek a kötőjelnek a sor végére kerülése esetén az új sor elején is megismétlik.

## Lásd még
- Nagykötőjel